# Lycoperdon
Lycoperdon là một chi nấm trong họ Agaricaceae. Chi này phân bố rộng rãi và có 50 loài. Nhiều loài mọc trên cây gỗ chết, nếu chục mọc trên mặt đất thì thường chúng mọc trên vùng đất có chôn gỗ mục.

## Loài
- Lycoperdon curtisii
- Lycoperdon perlatum (Syn. Lycoperdon gemmatum)
- Lycoperdon pyriforme Schaeff. ex Pers. (now Morganella pyriformis)
- Lycoperdon pulcherrimum Berk. & M.A. Curtis
- Lycoperdon echinatum Pers.
- Lycoperdon mammiforme Pers. 1801
- Lycoperdon norvegicum Demoulin 1971
- Lycoperdon caudatum (Syn. Lycoperdon pedicellatum) J.Schröt.
- Lycoperdon nigrescens (Syn. Lycoperdon foetidum) Bonord
- Lycoperdon marginatum (Syn. Lycoperdon candidum) Vittadini
- Lycoperdon umbrinum
- Lycoperdon molle
- Lycoperdon lambinonii Demoulin 1972
- Lycoperdon lividum (Syn. Lycoperdon spadiceum) Pers. 1809
- Lycoperdon ericaceum (Syn. Lycoperdon muscorum)
- Lycoperdon ericaceum, var. subareolatum

## Hình ảnh

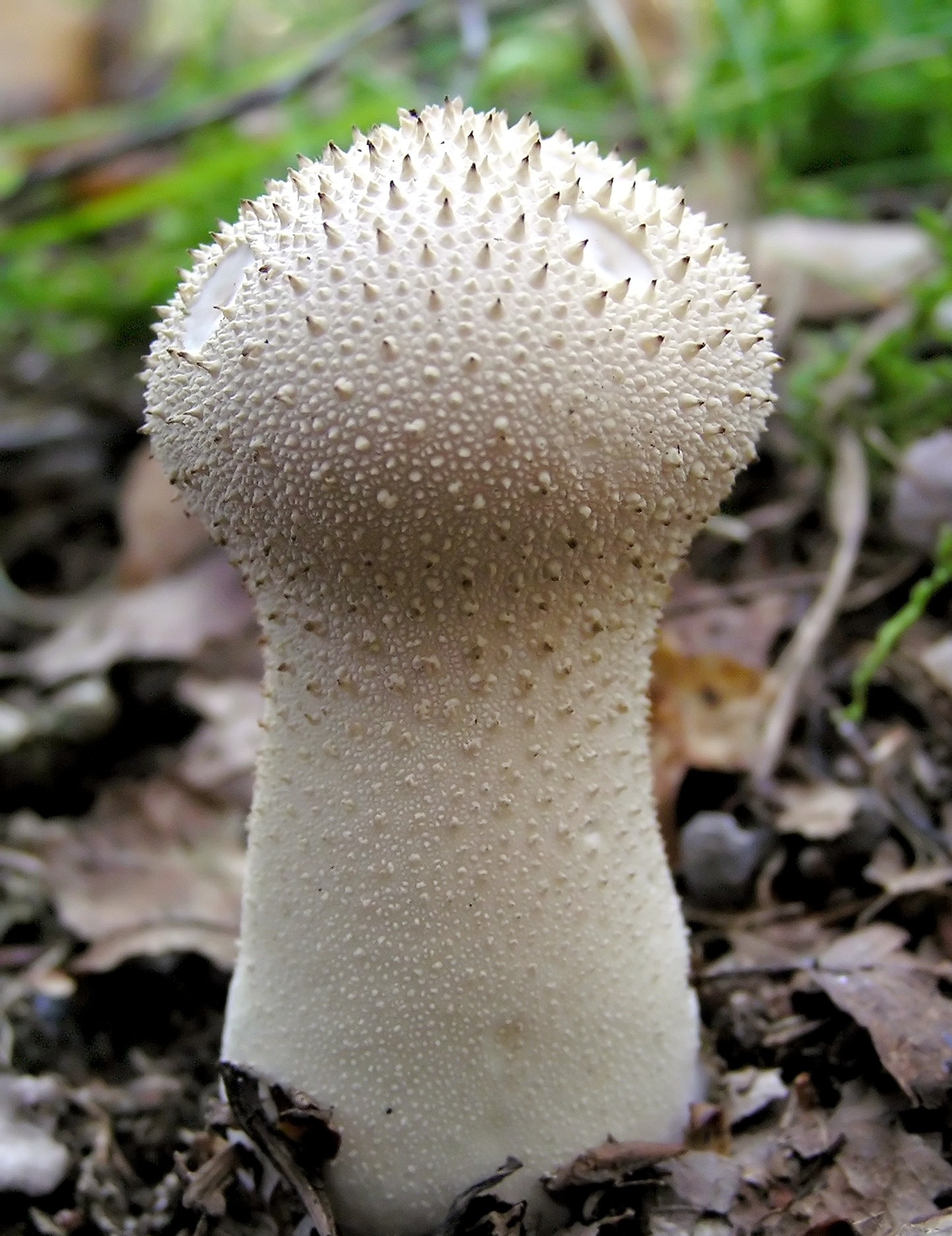
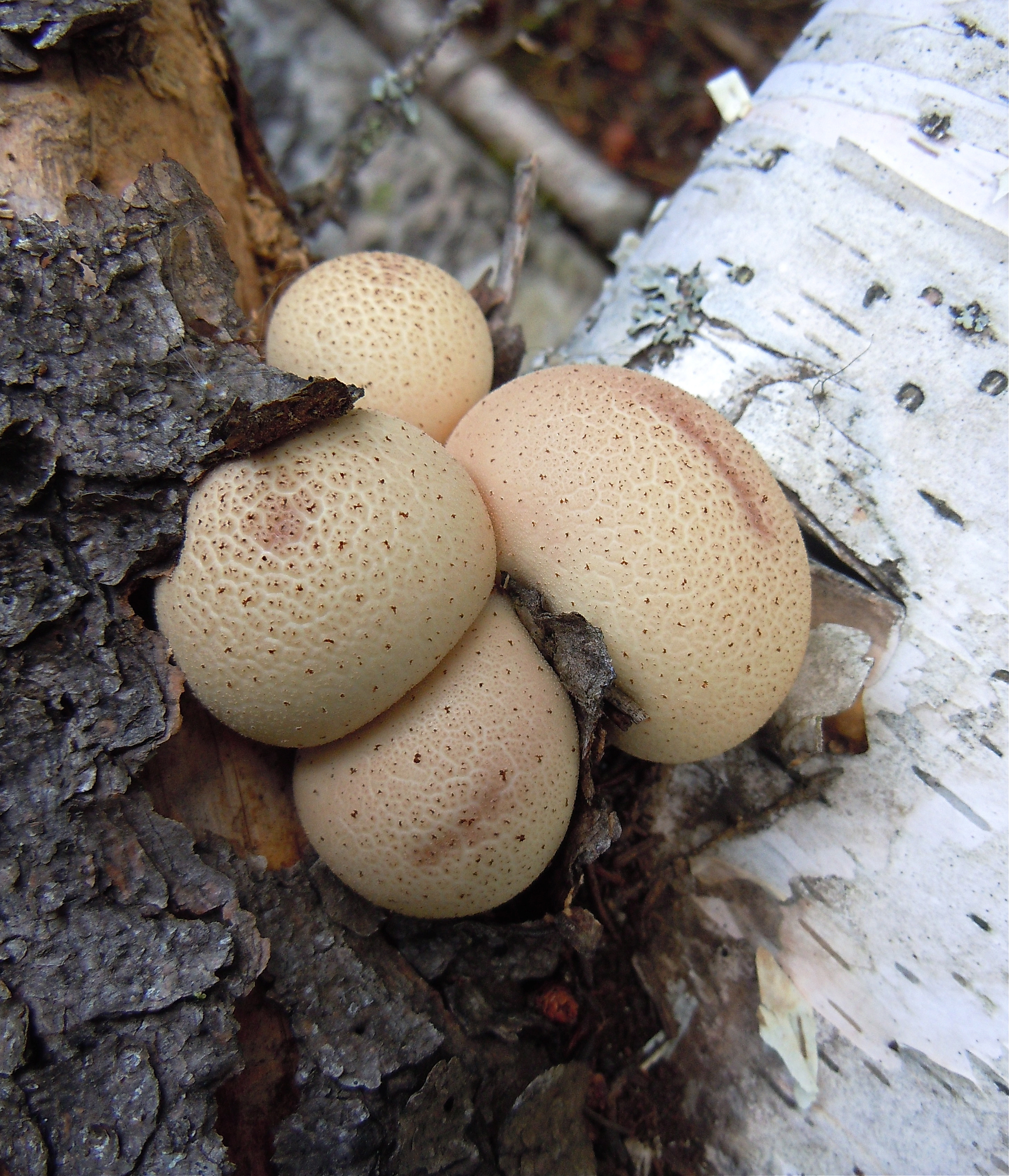
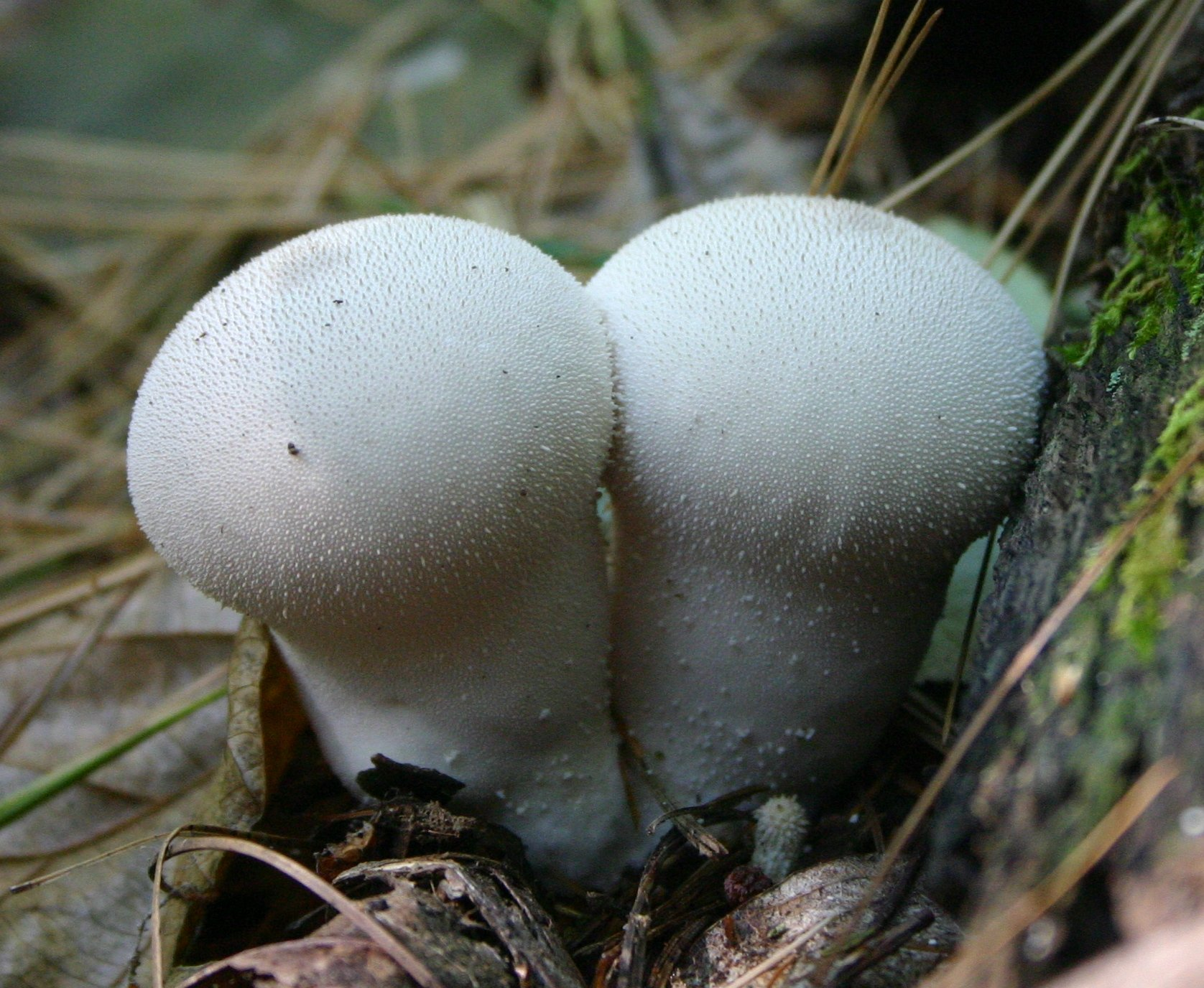